# Magnus III di Svezia
Magnus III Birgersson, anche conosciuto come Magnus Ladulås (protettore dei granai) (1240 circa – Visingsö, 18 dicembre 1290), è stato un monarca del Regno di Svezia dal 1275 alla morte, anno in cui il trono passa al figlio Birger di Svezia.

## Giovinezza ed elezione

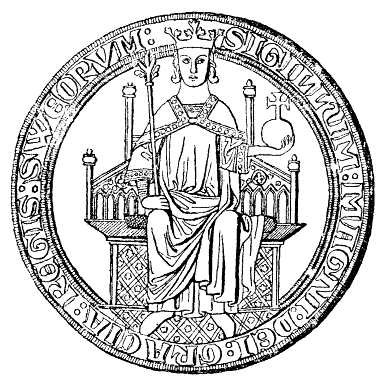
Sigillo del re Magnus III

Magnus Ladulås nacque intorno al 1240, figlio dell'importante politico Birger Magnusson appartenente al potente Casato di Folkung, e di Ingeborg Eriksdotter. 
Dell'infanzia e della gioventù di Magnus non si sa molto. Le fonti tramandano i nomi di due suoi tutori, il cavaliere e consigliere del Regno Björn Näf e un certo Magister Palne che si occupò dell'educazione di tutti i figli di Birger Magnusson. Magnus era noto sin dalla tenera età per la sua carnagione scura e il corpo snello, il che gli fece guadagnare il nomignolo disfemico di "stagnino" attribuitogli dalla cognata Sofia Eriksdotter di Danimarca.

Nel 1255 il potente padre, Birger Magnusson, ottenne la benedizione dal Papa Alessandro IV per il suo progetto di assegnare ai suoi figli "certas portiones in regno" (alcune parti del regno). Qualche anno prima, infatti, il potere della famiglia era notevolmente cresciuto poiché suo figlio Valdemaro aveva ereditato il trono di Svezia dallo zio Erik XI. Dato che il nuovo re Valdemaro aveva all'epoca solo sette anni, fu il padre, Birger Magnusson, ad occuparsi del regno fino alla morte. Divenuto membro della famiglia reale, il giovane Magnus Ladulås poté iniziare ad usare un proprio sigillo personale costituito dal vecchio sigillo del padre con l'aggiunta di una nuova incisione: "iunior dux sweorum". 
Alla morte del padre, nel 1266, Magnus assunse i titoli nobiliari di Jarl e di duca, pur senza ottenere subito, a differenza del fratello, tutti i poteri appartenuti al padre. Come motto personale per il titolo di duca scelse la frase "Dei gratia dux sweorum".

Per il periodo tra il 1267 e il 1273 non si trova nulla nelle fonti svedesi che possa indicare in che modo la posizione di Magnus danneggiò l'autorita del fratello Valdemaro. Certo è che stando alle saghe su Magnus Lagaböter, questo fu un periodo straordinariamente ricco di eventi politici.
Il re e fratello di Magnus III, Valdemaro si era parecchio indebolito dopo la morte del padre e aveva avuto una relazione amorosa con sua cognata Giuditta di Danimarca figlia di Eric IV (si era infatti sposato nel 1260 con Sofia di Danimarca). A causa di questa relazione extraconiugale aveva dovuto compiere un pellegrinaggio a Roma per chiedere il perdono papale. Al ritorno in Svezia, nel 1272, aveva poi dovuto combattere i fratelli Magnus Ladulås ed Erik Birgersson, che volevano per sé il trono di Svezia. La rivolta fomentata da Magnus e Erik ebbe i suoi frutti e nel 1274 Valdemaro dovette cominciare a escogitare forti contromisure nei confronti della ribellione che infuriava dando a Magnus sempre più notorietà e potere. 
In una lettera al papa datata 9 gennaio 1275 Valdemaro afferma di essere preoccupato per l'imminente guerra civile e di essere ben conscio del fatto che suo fratello Magnus è già divenuto "Rex Suecie de facto" (in latino: Re di Svezia de facto). La sorte di Valdemaro fu segnata nel momento in cui Erik e Magnus ottennero l'appoggio di Enrico V, il nuovo re di Danimarca. Questi, in un accordo stipulato nella città di Sønderborg, aveva promesso loro il suo appoggio e l'invio di 100 guerrieri pesantemente armati e un gruppo di soldati semplici per un totale di 600 uomini. In cambio Eric V aveva richiesto il pagamento di 6000 marchi d'argento. 
A quel punto si era rivolto a Magnus Lagaböter, per cercare aiuto, ma fu sconfitto poco dopo dai fratelli nella battaglia di Hova (14 giugno 1275). Valdemaro I fuggì con la moglie Sofia, rifugiandosi in Norvegia sotto la protezione di Magnus Lagaböter. Non passò molto che decise di tornare in Svezia con l'intento di dividere il regno con i fratelli vincitori tenendo per se almeno la parte meridionale del regno (comprendente Småland, Dalsland, Västergötland e Värmland), ma fu fatto prigioniero poco dopo il suo ritorno. A nulla valse il tentativo di Magnus di Norvegia di riappacificare i fratelli: il 22 luglio 1275, infatti, Magnus III fu eletto re alle Pietre di Mora, secondo la tradizione, dopo la formale rinuncia da parte di Valdemaro. 

## Regno di Magnus

### Politica interna

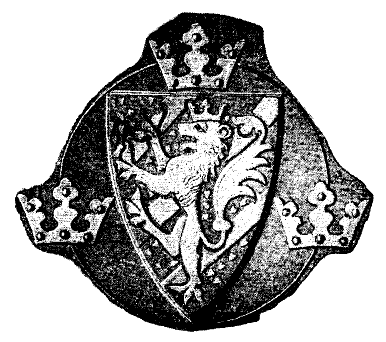
Stemma di Magnus III

Appena divenuto re alle Pietre di Mora, Magnus elevò suo fratello e complice Erik al rango di duca ma questi morì lo stesso anno non riuscendo mai ad usufruire dei privilegi del nuovo titolo. Al suo posto accumulò sempre più importanza il fratello minore Bengt Birgersson che entrò subito nelle alte sfere del governo di Magnus in qualità di consigliere. Tappa successiva dell'ascesa di Magnus fu il riconoscimento da parte dei vescovi svedesi che non tardarono a dargli la loro benedizione poco meno di un anno dopo, a Pentecoste il 24 maggio 1276, giorno in cui Magnus venne solennemente incoronato e prese possesso delle stanze reali nella cattedrale di cattedrale di Uppsala.
Intanto Valdemaro non aveva dimenticato i torti subiti e nel 1277 aveva tentato di raccogliere un esercito reclutando soldati nella Marca di Brandeburgo. Anche questa volta gli eventi non andarono come aveva previsto e il tentativo falli sicché fu costretto a recarsi in Svezia ad un incontro con Magnus nel villaggio di Skänninge. Valdemaro dovette ancora una volta subire l'umiliazione della pubblica rinuncia al trono di Svezia ma, questa volta, fu ricompensato con il titolo onorifico di "Quondam Rex" (traducibile come Re emerito) e gli furono restituiti i diritti di feudatario sui territori di Västergötland e Östergötland purché si sottomettesse all'autorità del fratello.
Il regno di Magnus è passato alla storia come un regno di stabilizzazione dei privilegi in particolar modo di quelli ecclesiastici. Già durante la sua incoronazione nel 1276, egli promise alla chiesa un editto che la sollevasse da ogni tassa statale e tale promessa fu mantenuta cinque anni dopo in occasione del suo matrimonio con Helvig di Holstein il 29 luglio 1281.
Quello ecclesiastico non fu l'unico ceto che ottenne grandi privilegi durante il regno di Magnus III. Nel settembre 1280, in una riunione tenutasi nel palazzo di Alsnö hus, Magnus redasse una delle più famose ordinanze del medioevo svedese: l'Ordinanza di Alsnö, con cui si stabiliva che chi avesse aiutato l'esercito del regno fornendo uomini e mezzi economici sarebbe stato esente dal pagamento delle tasse e avrebbe potuto tenere il feudo e il relativo castello come proprietà personale. Nacque così la nobiltà svedese meglio conosciuta come Frälse.

Dietro tanta generosità di Magnus per ecclesiastici e nobili va ravvisato il tentativo, peraltro riuscito, di porre fine alle continue rivolte che, fino a poco tempo prima di queste riforme, avevano messo continuamente in pericolo la solidità del potere reale in Svezia. Appena un mese prima dell'Ordinanza, infatti, a Stoccolma erano stati decapitati i mandanti dell'ultima delle grandi rivolte contro il re del XIII secolo.
Un altro scopo a cui queste riforme miravano era l'abolizione del vecchio sistema basato sul Uppsala öd, sull'Hird e sul Ledung. In pratica, prima di Magnus, il re possedeva una certa quantità di territori (chiamati Uppsala öd) che venivano dati ai nobili solo a titolo di prestito e per funzioni amministrative, motivo per cui il re era costretto a compiere continui viaggi per riscuotere tasse, controllare che tutte le leggi fossero rispettate ed impartire ordini. Per fare questo si circondava di una guardia personale (chiamata Hird) e di un esercito di volontari (la Ledung o Leding). Con l'Ordinanza di Alsnö, invece, Magnus rendeva sì i castelli e i feudi circostanti beni ereditari e non più un prestito, tuttavia creava ora un sistema di tasse e pedaggi (o in alternativa fornitura di uomini e risorse all'esercito) che permettevano un ricco afflusso di denaro nelle casse dello stato senza obbligare più il re a continui viaggi e garantendo un certo decentramento del potere. Il re, inoltre, non governava più autonomamente, ma avvalendosi di un consiglio, il Riksråd. 
L'insieme di queste leggi e ordinanze, costituiscono il cosiddetto "Skänninge stadga" (in svedese: regolamento di Skänninge), emanato in concomitanza con l'incontro, già citato, del 1284 a Skänninge. Lo Skänninge stadga può essere considerato l'atto di creazione del Riksråd, il consiglio di governo. In quella occasione Magnus designò anche suo erede il figlio Birger e nominò l'altro suo figlio più piccolo, Erik Magnusson, duca di Södermanland.
Il primo consiglio del Re, così fondato, era composto da persone molto vicine a Magnus e chiaramente identificabili dalle fonti. Un ruolo preminente lo ebbe il fratello del re, Bengt duca di Finlandia e vescovo di Linköping che divenne subito cancelliere del re. Nel consiglio sedevano, inoltre, tutti i vescovi fatta eccezione per quelli titolari di Växjö e di Åbo. Gli uomini politici più importanti di quell'epoca furono scelti consiglieri del Re. Tra essi si annoverano:
Bengt Magnusson, Magnus Johansson, Svantepolk Knutsson, Ulf Holmgersson, Anund Haraldsson e Knut Matsson.
Per la carica di "Riksdrots"(Gran giustiziere), fu scelto Magnus Ragvaldsson e come "Marks"(Gran Conestabile) fu scelto Håkan Tunesson. 
Anche se le Cronache di Eric raccontano di una grande propensione di Magnus per gli stranieri, ciò è difficilmente confermabile dalle fonti storiche che citano un solo straniero nel Riksråd e precisamente il brandeburghese Werner Brunkow.

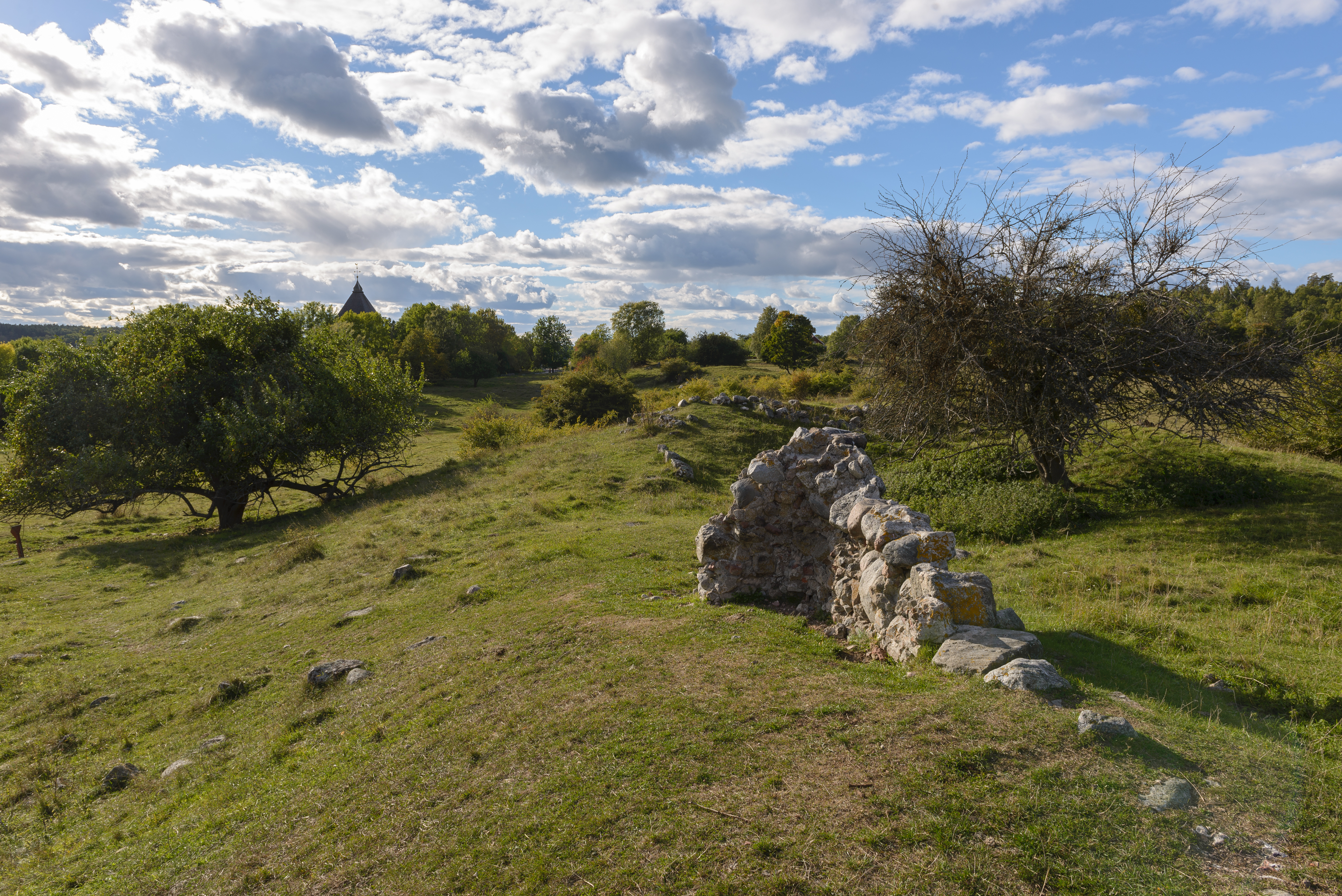
Resti del palazzo di Alsnö hus

All'incirca nello stesso periodo, tra il 1284-1285, Magnus estese il suo dominio assoggettando anche l'isola di Gotland, rappresentato nelle negoziazioni ufficiali da Anund Haraldsson e da Johannes Odulphi (arcidiacono di Uppsala).
Gli abitanti del Gotland riconobbero senza problemi la sua autorità e le sue riforme sulla tassazione e in cambio ricevettero il riconoscimento dei loro diritti e la possibilità di commerciare autonomamente con la Carelia
I diritti del Gotland furono sanciti ancora una volta nel 1288 e rimasero in vigore anche durante la guerra tra Visby e il resto dell'isola. Durante questo conflitto Magnus stesso obbligò i contendenti ad una riappacificazione ponendosi come arbitro e convocando le parti a Nyköping.
Dopo tutti questi successi, nel 1288, si verificò un incidente che rivelò quanto le rivolte contro la Corona di Svezia, e in particolare contro Magnus, non fossero ancora del tutto finite e diede un chiaro segno dei disordini che si sarebbero verificati all'indomani della morte di Magnus appena un paio d'anni dopo.
Nel 1288, infatti, il cavaliere Folke Algotsson aveva "bröt konungs edsöre", aveva cioè compromesso la pace e la stabilità nel regno, commettendo il rapimento di Ingrid Svantepolksdotter, badessa del monastero di Vreta e figlia di uno dei nobili più vicini a Magnus: Svantepolk Knutsson, duca di Pomerelia e futuro braccio destro del figlio di Magnus. Algotsson scappò con la badessa rapita in Norvegia. Primo provvedimento di Magnus fu disporre l'arresto e la carcerazione del padre di Altsson (Algot Brynolfsson) e di molti dei suoi fratelli. Solo il padre fu liberato, più tardi, per intercessione di un suo figlio più piccolo, l'arcivescovo di Uppsala, Brynolf Algotsson, mentre la badessa rapita poté tornare in Svezia solo alla morte del cavaliere Algotsson riprendendo la direzione del monastero che era stato scenario della tragica vicenda.

### Politica estera
Gli accordi e le alleanze con sovrani stranieri furono fondamentali per Magnus. Come già detto, infatti, la chiave del successo di Erik e Magnus contro il loro fratello Valdemaro era stato proprio l'appoggio di Eric V di Danimarca, consolidato nell'accordo di Sønderborg. Enrico V aveva aiutato volentieri i due fratelli svedesi, anche con l'intento di indebolire gli eredi del suo predecessore Eric IV di Danimarca, il quale era sì stato sconfitto e ucciso dallo zio di Enrico V (Abele di Danimarca) ma i suoi eredi conservavano ancora un certo potere: la figlia Ingeborg s'era sposata con Magnus VI di Norvegia, alleato di Valdemaro e Sofia era andata in sposa proprio a Valdemaro, che Magnus intendeva eliminare. Enrico V fu quindi subito disposto ad aiutare finanziariamente la rivolta contro il re di Svezia, chiedendo per se solo 6000 marchi. Magnus III, tuttavia, pur essendo salito al trono anche e soprattutto grazie a questo supporto, si rifiutò di saldare il debito e temendo la potenza della Danimarca, che da lì a un secolo avrebbe dominato la Svezia, cambiò l'orientamento delle sue alleanze in favore dei duchi di Holstein. Per suggellare questa alleanza si sposò con Helvig di Holstein, figlia del duca Gerhard I di Holstein. Questa scelta voleva anche essere un ulteriore affronto allo sconfitto Valdemaro; Gerhard I, infatti, aveva in precedenza promesso la figlia in sposa ad un figlio di Valdemaro e con il nuovo fastoso matrimonio Magnus sottolineò ancora una volta la sua vittoria sul fratello.
Nel 1279 riuscì a convincere i vescovi in un'assemblea tenutasi a Södertälje a fornirgli un aiuto economico per riscattare la città di Lödöse (antico centro su cui oggi sorge Göteborg), ancora in mano a Eric V di Danimarca come pegno affinché Magnus assolvesse agli accordi di Sønderborg. Con il pagamento del debito anche sul piano delle relazioni con la Danimarca furono ristabiliti i buoni rapporti di un tempo.
Con Eric V da questo momento condividerà anche un periodo di declino. Il 22 novembre 1286 Eric V viene assassinato a Finderup a seguito di una congiura ordita contro di lui da Ingeborg vedova di Magnus Lagaböte di Norvegia, figlia ed erede del precedente re di Danimarca Eric IV. Ingeborg, dopo la morte di suo marito, aveva riunito attorno a sé il consiglio del Regno, proclamandosi reggente in attesa che il minorenne figlio Erik potesse regnare. 
Oltre che rivendicare il trono di Danimarca in qualità di erede di Eric IV, Ingeborg voleva anche deporre Magnus III, colpevole a suo parere, di aver usurpato il trono di Svezia costringendo Valdemaro, sposato con sua sorella Sofia, ad abdicare. Le cose peggiorarono per Magnus, quando si formò una lega di città nordiche detta "Rostocker Landesfrieden" unita sotto il comune intento di combattere il principale alleato estero di Magnus: il duca di Brandenburgo.
In realtà il pericolo fu solo potenziale, in quanto la lega di città si indebolì già a metà degli anni '80 del XIII secolo a causa dell'intervento della Norvegia stessa che seppure condivideva molti obbiettivi con questa unione, tuttavia temeva che essa potesse ledere i propri rapporti commerciali, in particolare, con l'isola di Gotland da poco diventata svedese. Per questo motivo la Norvegia, su cui dal 1280 regnava il figlio di Ingeborg divenuto maggiorenne (Erik II di Norvegia), rinunciò ai suoi piani di guerra contro la Danimarca per allearsi con Eric V e Magnus contro la lega nordica del "Rostocker Landesfrieden" 
Quando poi la Norvegia ebbe problemi con la Lega anseatica e le fu imposto il blocco dei commerci, si presentò per Magnus l'occasione propizia per porsi come mediatore invitando, ancora una volta come in altre dispute, i contendenti a un incontro chiarificatore. L'incontro fu fissato e avvenne nella tarda estate del 1285 a Gullbergshed. Dopo aver ascoltato le parti, si prese un po' di tempo per decidere e il 31 ottobre 1285 rese pubblico il suo giudizio. La decisione di Magnus rivela il suo aver soppesato la potenza della Norvegia esprimendosi in favore dell'Hansa, lega che in questo modo si avvicinò a lui. La lega anseatica aveva stretto, pochi mesi prima, un accordo commerciale con lo Gotland e ora che Magnus si era espresso in favore della Lega, il regno svedese uscì da questi eventi incredibilmente più forte dei suoi competitori confinanti (Norvegia e Danimarca). Di questo strapotere svedese si accorsero subito tanto le città del nord della Germania quanto i duchi di Brandenburgo, che abbandonarono almeno temporaneamente ogni pretesa di potere sul Gotland e su Visby. Tutti questi fattori garantirono a Magnus un periodo di stabilità politica almeno sul fronte estero cosicché egli poté dedicarsi a un'altra questione che minacciava la Svezia dall'interno: le congiure che suo fratello Valdemaro ancora libero e decorato con il titolo di "quondam rex" ordiva per tornare al potere. Poco tempo dopo aver sistemato le questioni con la lega anseatica e la Norvegia, Magnus si liberò definitivamente del fratello imprigionandolo e proclamandosi tutore dei suoi nipoti.
Oltre ai succitati sovrani, bisogna ricordare che Magnus fu contemporaneo di altre importanti figure politiche: Edoardo I d'Inghilterra e Signore d'Aquitania, Filippo IV di Francia, detto il bello, Rodolfo I d'Asburgo e Pietro III di Aragona. Con chi, in realtà, Magnus fosse in diretto contatto non è dato saperlo in quanto il suo archivio personale, depositato nella Cattedrale di Uppsala e presso il quale lavorarono storici e umanisti celebri come Olaus Petri, è andato perso completamente a partire dai primi decenni del XVI secolo.
Sappiamo però che da Filippo IV di Francia ricevette in dono una spina della Corona di Cristo, che nel medioevo rappresentava il più comune dono di un re ad un altro regnante in segno di alleanza. Di certo anche il corpus di riforme di Magnus, che causò il passaggio in Svezia da sistema feudale puro all'instaurazione di una società divisa in ceti, è interpretabile come un'influenza dell'Europa che aveva già da tempo adottato tale sistema. Del resto l'intero regno di Magnus è interpretabile come una continuazione delle politiche di precedenti re svedesi, a partire da Canuto I e Birger Jarl, sapientemente unite alle idee e influenze provenienti dal continente europeo. Tra i regni che più si posero come modello per la Svezia di questo XIII secolo ci fu sicuramente la Germania sia in campo politico che in campo commerciale, soprattutto a partire dalla fondazione della lega anseatica.

### I rapporti con la Chiesa

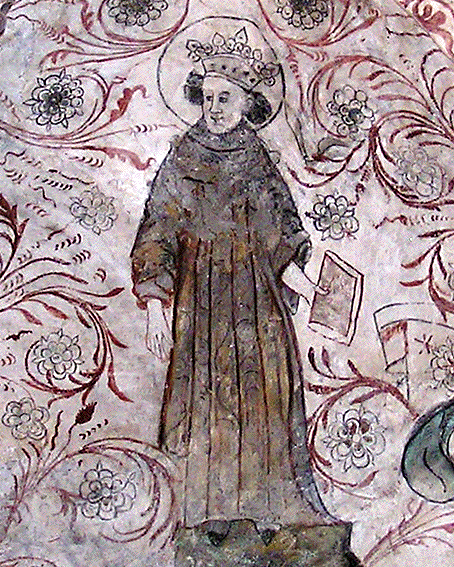
Magnus Ladulås in un affresco nella chiesa di Överselö

Per quanto riguarda i rapporti di Magnus con la Chiesa, egli si attenne alla linea paterna. Ben conscio, infatti, dell'importanza del potere spirituale riconobbe alla Chiesa molte competenze amministrative. I chierici, erano infatti gli unici tra il popolo a saper leggere e scrivere e, poiché la burocrazia richiedeva un gran numero di persone che si occupassero dei documenti, degli editti e di tutto ciò che andava diffuso per via scritta o conservato negli archivi, essi potevano costituire un ottimo aiuto per l'esteso programma di riforme che Magnus volle adottare. Conseguenza di questo riconoscimento fu il fatto che gli ecclesiastici ottennero molti privilegi assai prima che si fondasse ufficialmente la frälse (la nobiltà svedese esente da tasse). Si venne così a creare un forte rapporto bidirezionale tra Chiesa e re. Il re aveva bisogno della cultura e dell'aiuto dei chierici nella monarchia ma, in cambio, questi ricevevano molti privilegi oltre ad avere ampio potere decisionale nel consiglio del Re. Braccio destro di Magnus fu suo fratello Bengt che era anche arcivescovo. Un illuminante esempio di quanto stretta fosse diventata la collaborazione tra re e Chiesa si ha nella decisione della Chiesa di Svezia, all'indomani della morte di Magnus nel 1290, di obbligare tutti i presbiteri operanti sul suolo svedese a celebrare una messa in suffragio del defunto re, ogni anno nel giorno della sua morte, il 18 dicembre.
Il coinvolgimento e l'impegno di Magnus nell'ambiente ecclesiastico non fu dettato solo da interessi politici; egli si distinse, infatti, anche per un'intensa spiritualità personale. Durante il suo regno supportò (anche economicamente) l'ordine dei "små bröderna" (in svedese: i piccoli fratelli) e cioè l'ordine dei francescani. La stessa chiesa da lui scelta per la sepoltura, fu la chiesa francescana di Stoccolma. Si preoccupò, inoltre, di fondare un nuovo convento a Norrmalm, sede dell'ordine femminile delle Clarisse e prima di morire lasciò in eredità una grossa somma di denaro ai francescani di Assisi così come ai frati di Varnhem, convento in cui si trova la cripta della famiglia di Magnus.
Quasi tutti i conventi, cattedrali e monasteri della Svezia furono ricordati nel testamento e a molte parrocchie furono lasciati dei beni in dono.
Era tuttavia normale, almeno nel medioevo, che i re avessero a cuore la salvezza della propria anima ma in Magnus è possibile ravvisare un'attenzione insolita per le consuetudine dell'epoca. Oltre le ingenti donazioni alla chiesa locale, Magnus ebbe frequenti rapporti epistolari con il Papa del tempo e da questi si era fatto scegliere un personale confessore che assolvesse i suoi peccati, lo consigliasse e sciogliesse i voti che non poteva mantenere (come ad esempio quello di contribuire alle crociate che non mantenne per carenza di risorse finanziarie). Il confessore gli fu a fianco anche nel 1280 quando ad agosto fece giustiziare senza pietà i due Filippo (Filip Finvidsson e Filip av Rumby) con la colpa di grauibus et notoriis excessibus (latino: aver commesso crimini gravi e degni di nota), cioè di essersi ribellati al re. 

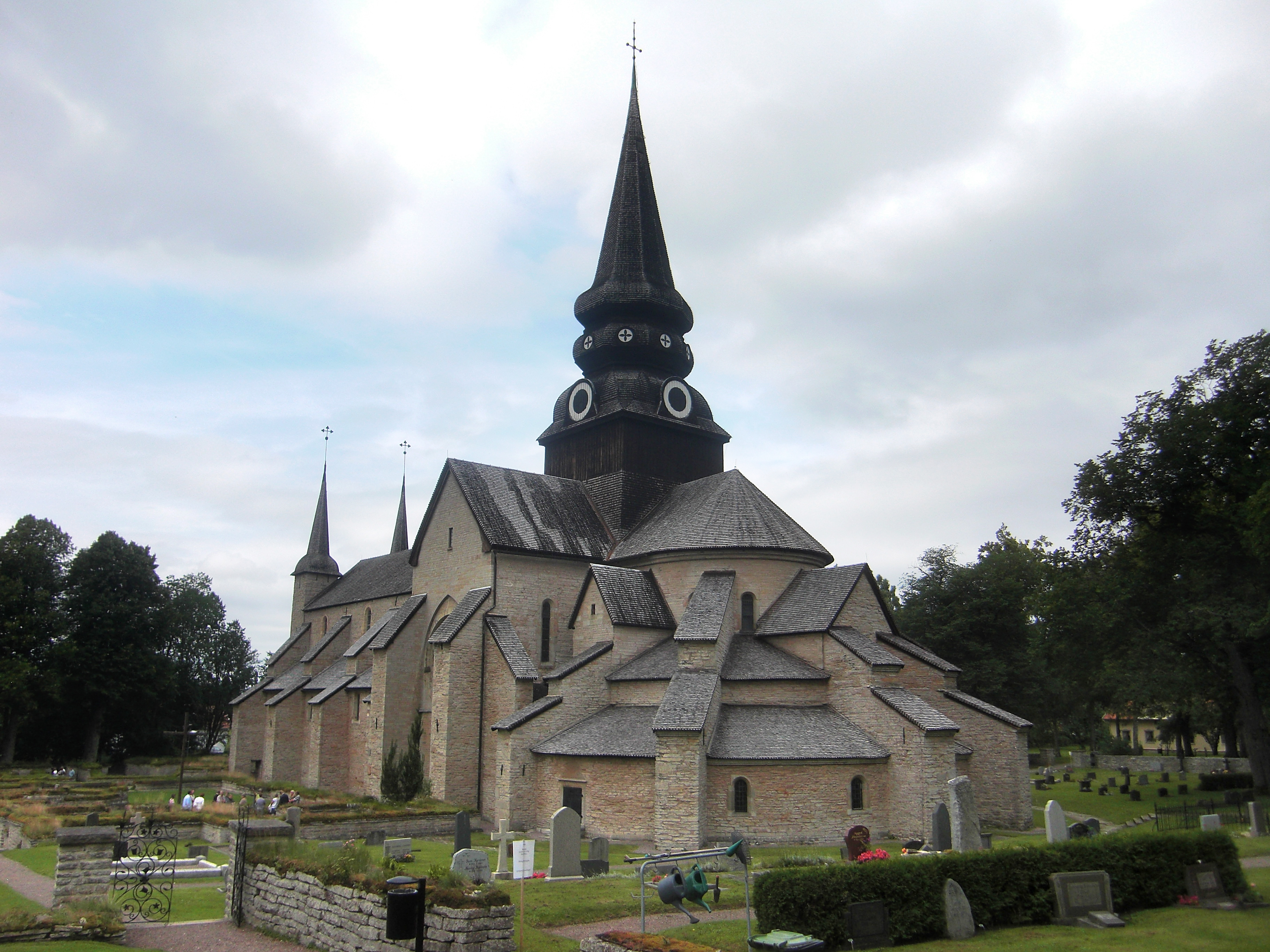
Abbazia di Varnhem, dove è sepolto il padre di Magnus

L'ultimo anno del suo regno, e quindi anche della sua vita, Magnus si occupò molto di questioni inerenti alla Chiesa. Basti pensare che l'ultimo atto ufficiale che emise prima di morire malato, fu dettare una lettera, che riporta la data "Bjälbo, 3 dicembre 1290", con la quale donava il suo feudo sito nel territorio dell'odierna Eskilstuna all'ordine dei Cavalieri di Malta. La lettera fu sigillata personalmente da Magnus e dal fratello, l'arcivescovo Bengt e fatta controfirmare da tutti i più importanti uomini del consiglio reale: il vescovo Anund di Strängnäs, Magnus Johansson, Anund Haraldsson, Ulf Holmgersson e Werner Brunkow. Due settimane dopo, il 18 dicembre, morì a Visingsö per una grave malattia. 
La Chiesa a lui contemporanea ebbe sempre un ottimo rapporto con il potere e, come già detto, si impegnò ad onorare la memoria del re anche dopo la sua scomparsa attraverso le celebrazioni liturgiche in suo onore. Favorevole è anche il parere delle Cronache di Erik, che lo descrivono come un sovrano "capace di aver donato pace e stabilità al suo regno".
L'unica critica da parte di un religioso arrivò qualche decennio più tardi da Brigida di Svezia, il cui giudizio però, a differenza della sua opera, le Rivelazioni, aveva ben poco a che fare con il mondo della Chiesa. Il background storico di Santa Brigida è completamente diverso e rappresenta una critica successiva che faceva suo il risentimento di una fascia dell'alta nobiltà nei confronti di Magnus e che Brigida esprime, all'interno dei scuoi scritti, ponendo l'anima di Magnus tra inferno e purgatorio.

## Soprannome
Il soprannome con cui Magnus III è comunemente conosciuto è Ladulås, formato da "lada" che significa granaio e "låsa" che significa "chiudere, mettere in sicurezza". L'appellativo di Magnus, in italiano, suonerebbe, dunque, come "protettore dei granai" o "colui che serra i granai".
La prima fonte che cita Magnus III con il soprannome Ladulås invece che con il comune patronimico sono le Cronache di Visby del 1412 e gli atti del processo di beatificazione di Brynolf Algotssons, fratello di quell'Algotsson che nel 1280 causò gravi problemi a Magnus con il rapimento di una badessa.
Nel 1442 però, il soprannome era già diffuso tanto che quando i francescani ottennero dalla Curia il permesso di costruire una nuova cappella, nella città di Gränna, la intitolarono al "venerabile re Magnus Ladulås".
 Il primo tentativo di fornire una spiegazione del soprannome è del 1450 e lo si trova nelle "Lilla rimkrönikan" (svedese: piccole cronache in rima). In un passo della suddetta cronaca Magnus stesso si presenta dicendo: 
(Rimkrönikan)
Questa spiegazione è tradizionalmente interpretata come un giudizio positivo sull'insieme di riforme che Magnus varò e in particolare sull'Ordinanza di Alsnö. Oltre che l'atto di fondazione della frälse, quell'ordinanza mirò soprattutto a garantire una fase di stabilità al regno e molti reati quali l'invasione di proprietà privata, il rapimento e altro furono considerati offesa nei confronti del re stesso secondo l'espressione, già citata, "rottura dell'edsöre". Ma non si trattava solo di questo. Si è già accennato che prima di Magnus III, il re era costantemente in cammino per visitare i suoi territori e al suo seguito c'era una grande folla di nobili e soldati. La popolazione, doveva per legge, in occasione della visita del re e del suo seguito provvedere a fornire loro un alloggio e la fornitura di viveri e quant'altro fosse necessario; non succedeva di rado, però, che molti nobili approfittassero di queste occasioni per "svuotare i granai" dei contadini e piccoli signori locali prendendo molto più del necessario. Dopo ogni visita del re, di conseguenza, molte famiglie risultavano impoverite dall'aver dovuto fornire ospitalità. Con l'instaurazione del nuovo regime feudale e la pressoché totale abolizione di queste visite, Magnus aveva quindi, in qualche modo, messo in sicurezza i granai del popolo ovvero evitato che qualcuno del suo seguito potesse approfittare dell'ospitalità offerta. È molto probabile che sia questa la ragione per cui nacque l'uso di un tale epiteto per il re. Le fonti che citano questo appellativo sono comunque tutte posteriori all'età di Magnus e questo sembra essere confermato dall'uso fino al 1380 di chiamare Magnus con specificando "senior" o "gamle" (svedese: il vecchio) per distinguerlo dal nipote Magnus IV di Svezia che nel frattempo era salito al trono.

## Eredi
Magnus III si sposò due volte. Della prima moglie non ci è riportato nulla dalle fonti mentre sappiamo molto sul secondo matrimonio che fu celebrato l'11 novembre 1276 a Kalmar con Helvig di Holstein, figlia del conte Gerhard I di Holstein. La coppia ebbe i seguenti bambini:
1. Erik (nato nel 1277-1279)
2. Ingeborg (1277/1279-1319), che si sposò con il re danese Eric VI
3. Birger (1280/1281-1321), che diventerà re di Svezia nel 1290
4. Erik (1282-1318), duca di Södermanland m.m.
5. Valdemaro (1285-1318), duca di Finlandia
6. Rikissa (1285/1287-1348), badessa nel convento di S. Chiara a Stoccolma

## Ricerche archeologiche[9]

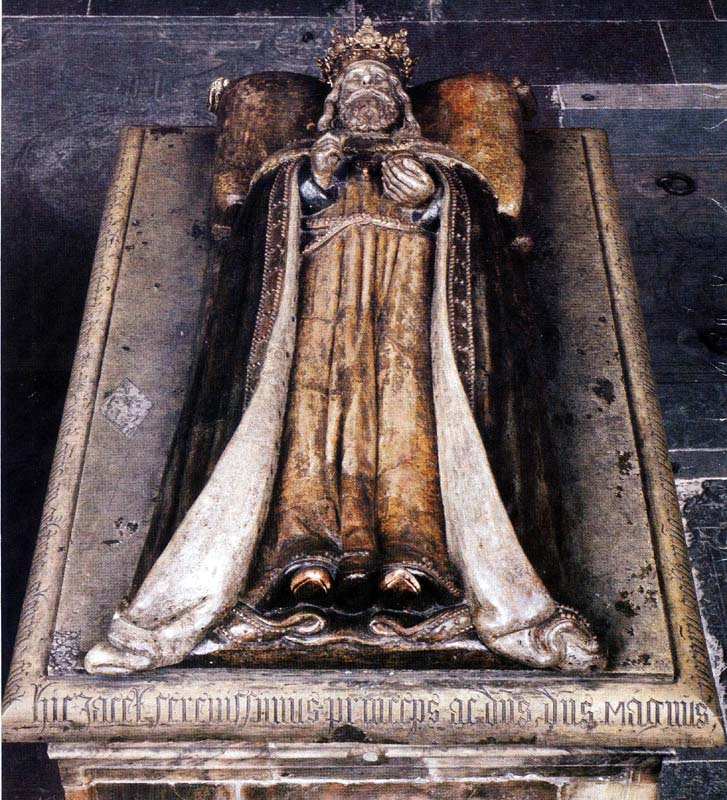
Monumento funebre nella Riddarholmskyrkan

In quella che si pensava essere la tomba di Magnus III nella Chiesa di Riddarholmen si sono trovati, durante delle ricerche archeologiche nel 2011, otto scheletri, come era stato constatato già nel 1915 in occasione della prima apertura della tomba per motivi di studio. Stando alle fonti medievali la tomba avrebbe dovuto contenere il re Magnus, sua moglie, un suo nipote e una delle figlie. Il 12 aprile 2011 cominciarono le ricerche finalizzate a un confronto dei resti con gli altri membri della famiglia di Magnus (sepolti a Varnhem), alla ricostruzione della causa della morte del re e delle abitudini alimentari dell'epoca attraverso le tecnica del carbonio 14 e dello studio del DNA.
Una prima analisi mostrò che Magnus era morto per una malattia cronica ai polmoni o per un infarto.

## Secondo scavo archeologico
Qualche mese dopo l'apertura della tomba nel 2011 furono pubblicati i risultati delle ricerche con il carbonio 14 sullo scheletro di Magnus e l'esito fu quanto meno sconvolgente: il corpo che da sette secoli riposava in quel monumento funerario non era Magnus né gli altri la sua famiglia.
Il professore e archeologo Göran Possnert dovette constatare che i corpi lì sepolti risalivano al 1430-1520, posteriori quasi due secoli, quindi all'epoca di Magnus. Il re e la sua famiglia erano stati sepolti sì in quella chiesa ma non in quella tomba come riportavano le fonti. Fu avanzata la teoria secondo la quale Magnus Ladulås giacesse nella tomba accanto, intitolata a Carlo VIII di Svezia, il quale avrebbe ordinato di spostare i corpi della famiglia di Magnus per potere essere sepolto insieme con loro e aumentare così il suo proprio prestigio secondo una logica tipicamente medievale di prestare particolare attenzione al luogo in cui si era sepolti per l'eternità. Fu così stabilito che l'anno seguente nella primavera del 2012 fosse aperta la tomba di Carlo VIII.
A marzo 2012 è stata aperta la tomba di Carlo VIII e anche qui sono stati trovati i resti di otto persone, analizzati successivamente con le più moderne tecnologie. Il 23 aprile 2012 gli archeologi dichiararono, aumentando il mistero, che neanche in questa tomba si trovava Magnus III Ladulås. Gli scheletri nella seconda tomba appartenevano anch'essi al XV secolo ed erano morti tutti, tranne Carlo VIII, molto giovani e invece sappiamo che Magnus III morì a più di cinquanta anni d'età.
Questa seconda ricerca archeologica non fu tuttavia totalmente infruttuosa. Si poté fare un'importante osservazione: una delle pareti della tomba differiva nella sua struttura dagli altri tre e sembrava la più antica. Si scoprì attraverso un carotaggio che la costituzione di quel lato della tomba risaliva al 1200 e quindi all'età della morte di Magnus mentre gli altri lati spessi della tomba erano posteriori e presentavano una spessa cavità vuota. Fu così scoperta una parte della chiesa non ancora conosciuta che, data la sua posizione centrale, doveva assolvere a qualche funzione importante. Non sono ancora stati fatti degli scavi ulteriori che possano chiarire meglio le fasi di costruzione della chiesa e della tomba.